# Haplocoelopsis africana
Haplocoelopsis africana là một loài thực vật thuộc họ Sapindaceae. Loài này có ở Kenya và Tanzania, có thể có ở Angola.